# Église Saint-Martin de Marcilly-en-Gault
L'église Saint-Martin est une église catholique édifiée au XIIe siècle, située à Marcilly-en-Gault, en Sologne, en France.

## Localisation
L'église est située dans le département français de Loir-et-Cher, sur la commune de Marcilly-en-Gault dans le diocèse de Blois.
L'église fait partie du groupement inter-paroissial de Lamotte-Beuvron, Vouzon, Chaon, Souvigny-en-Sologne, Saint-Viâtre et Marcilly-en-Gault.

## Historique
L'église a été construite du XIIe siècle jusqu'en 1997